# Mendaza
Mendaza är en kommun i Spanien.   Den ligger i provinsen Provincia de Navarra och regionen Navarra, i den norra delen av landet, 280 km norr om huvudstaden Madrid. Antalet invånare är 350.